# Формула Герона
Фо́рмула Герона — формула для вычисления площади треугольника {\displaystyle S} по длинам его сторон {\displaystyle a,b,c}:
{\displaystyle S={\sqrt {p(p-a)(p-b)(p-c)}}},
где {\displaystyle p} — полупериметр треугольника: {\displaystyle p={\tfrac {1}{2}}\cdot (a+b+c)}.
Формула содержится в «Метрике» Герона Александрийского (I век н. э.) и названа в его честь (хотя она была известна ещё Архимеду). Герон интересовался треугольниками с целочисленными сторонами, площади которых тоже являются целыми, такие треугольники носят название героновых, простейшим героновым треугольником является египетский треугольник.
{\displaystyle S={1 \over 2}ab\cdot \sin {\gamma }},
где {\displaystyle \ \gamma } — угол треугольника, противолежащий стороне {\displaystyle c}. 
По теореме косинусов:
{\displaystyle c^{2}=a^{2}+b^{2}-2ab\cdot \cos \gamma ,}
Отсюда:
{\displaystyle \cos \gamma ={a^{2}+b^{2}-c^{2} \over 2ab},}
Значит,
{\displaystyle \ \sin ^{2}\gamma =1-\cos ^{2}\gamma =(1-\cos \gamma )(1+\cos \gamma )=}
{\displaystyle ={{2ab-a^{2}-b^{2}+c^{2}} \over 2ab}\cdot {{2ab+a^{2}+b^{2}-c^{2}} \over 2ab}=}
{\displaystyle ={{c^{2}-(a-b)^{2}} \over 2ab}\cdot {{(a+b)^{2}-c^{2}} \over 2ab}={1 \over 4a^{2}b^{2}}(c-a+b)(c+a-b)(a+b-c)(a+b+c)}.
Замечая, что {\displaystyle a+b+c=2p}, {\displaystyle a+b-c=2p-2c}, {\displaystyle a+c-b=2p-2b}, {\displaystyle c-a+b=2p-2a}, получаем:
{\displaystyle \sin \gamma ={2 \over ab}{\sqrt {p(p-a)(p-b)(p-c)}}.}
Таким образом,
{\displaystyle S={1 \over 2}ab\sin \gamma ={\sqrt {p(p-a)(p-b)(p-c)}},}
ч.т.д.
По теореме Пифагора имеем следующие равенства для гипотенуз: a2 = h2 + (c − d)2 и b2 = h2 + d2 — см. рисунок справа. Вычитая из первого равенства второе, получаем a2 − b2 = c2 − 2cd. Это уравнение позволяет нам выразить d через стороны треугольника:
{\displaystyle d={\frac {-a^{2}+b^{2}+c^{2}}{2c}}}
Для высоты h у нас было равенство h2 = b2 − d2, в которое можно подставить полученное выражение для d и применить формулы для квадратов:
{\displaystyle {\begin{aligned}h^{2}&=b^{2}-\left({\frac {-a^{2}+b^{2}+c^{2}}{2c}}\right)^{2}={\frac {(2bc-a^{2}+b^{2}+c^{2})(2bc+a^{2}-b^{2}-c^{2})}{4c^{2}}}\\&={\frac {((b+c)^{2}-a^{2})(a^{2}-(b-c)^{2})}{4c^{2}}}={\frac {(b+c-a)(b+c+a)(a+b-c)(a-b+c)}{4c^{2}}}\\\end{aligned}}}
Замечая, что {\displaystyle b+c-a=2p-2a}, {\displaystyle a+b+c=2p}, {\displaystyle a+b-c=2p-2c}, {\displaystyle a-b+c=2p-2b}, получаем:
{\displaystyle {\begin{aligned}h^{2}&={\frac {2(p-a)\cdot 2p\cdot 2(p-c)\cdot 2(p-b)}{4c^{2}}}={\frac {4p(p-a)(p-b)(p-c)}{c^{2}}}\end{aligned}}}
Используя основное равенство для площади треугольника {\displaystyle S={\frac {ch}{2}}} и подставляя в него полученное выражение для h, в итоге имеем:
{\displaystyle {\begin{aligned}S={\sqrt {{\frac {c^{2}}{4}}\cdot {\frac {4p(p-a)(p-b)(p-c)}{c^{2}}}}}={\sqrt {p(p-a)(p-b)(p-c)}}\end{aligned}}}
ч.т.д.

## Вариации и обобщения
- Выразив полупериметр через полусумму всех сторон данного треугольника, можно получить три эквивалентные формулы Герона:
{\displaystyle S={\frac {1}{4}}{\sqrt {(a^{2}+b^{2}+c^{2})^{2}-2(a^{4}+b^{4}+c^{4})}}}
{\displaystyle S={\frac {1}{4}}{\sqrt {2(a^{2}b^{2}+a^{2}c^{2}+b^{2}c^{2})-(a^{4}+b^{4}+c^{4})}}}
{\displaystyle S={\frac {1}{4}}{\sqrt {(a+b-c)(a-b+c)(-a+b+c)(a+b+c)}}.}
{\displaystyle S={\frac {1}{4}}{\sqrt {4a^{2}b^{2}-(a^{2}+b^{2}-c^{2})^{2}}}.}

- Формулу Герона можно записать с помощью определителя в виде[1]:
{\displaystyle -16S^{2}={\begin{vmatrix}0&a^{2}&b^{2}&1\\a^{2}&0&c^{2}&1\\b^{2}&c^{2}&0&1\\1&1&1&0\end{vmatrix}}={\begin{vmatrix}a&b&c&0\\b&a&0&c\\c&0&a&b\\0&c&b&a\end{vmatrix}}}

Первый определитель последней формулы является частным случаем определителя Кэли — Менгера для вычисления гиперобъёма симплекса.
- Ряд формул для площади треугольника сходен по структуре формуле Герона, но выражается через другие параметры треугольника. Например, через длины медиан {\displaystyle m_{a}}, {\displaystyle m_{b}} и {\displaystyle m_{c}} и их полусумму {\displaystyle \sigma =(m_{a}+m_{b}+m_{c})/2}[2]:
{\displaystyle S={\frac {4}{3}}{\sqrt {\sigma (\sigma -m_{a})(\sigma -m_{b})(\sigma -m_{c})}}};

через длины высот {\displaystyle h_{a}}, {\displaystyle h_{b}} и {\displaystyle h_{c}} и полусумму их обратных величин {\displaystyle H=(h_{a}^{-1}+h_{b}^{-1}+h_{c}^{-1})/2}:
{\displaystyle S^{-1}=4{\sqrt {H(H-h_{a}^{-1})(H-h_{b}^{-1})(H-h_{c}^{-1})}}};
через углы треугольника {\displaystyle \alpha }, {\displaystyle \beta } и {\displaystyle \gamma }, полусумму их синусов {\displaystyle s=(\sin \alpha +\sin \beta +\sin \gamma )/2} и диаметр описанной окружности {\displaystyle D={\tfrac {a}{\sin \alpha }}={\tfrac {b}{\sin \beta }}={\tfrac {c}{\sin \gamma }}}:
{\displaystyle S=D^{2}{\sqrt {s(s-\sin \alpha )(s-\sin \beta )(s-\sin \gamma )}}.}
- Площадь вписанного в окружность четырёхугольника вычисляется по формуле Брахмагупты:
{\displaystyle S={\sqrt {(p-a)(p-b)(p-c)(p-d)}}},

где {\displaystyle p={\frac {a+b+c+d}{2}}} — полупериметр четырёхугольника; в данном случае треугольник оказывается предельным случаем вписанного четырёхугольника при устремлении длины одной из сторон к нулю. Та же формула Брахмагупты через определитель:
{\displaystyle S={\frac {1}{4}}{\sqrt {-{\begin{vmatrix}a&b&c&-d\\b&a&-d&c\\c&-d&a&b\\-d&c&b&a\end{vmatrix}}}}}
- Для тетраэдров верна формула Герона — Тартальи, которая обобщена также на случай других многогранников (изгибаемые многогранники): если у тетраэдра длины рёбер равны {\displaystyle l_{1},l_{2},l_{3},l_{4},l_{5},l_{6}}, то для его объёма {\displaystyle V} верно выражение:
{\displaystyle {\begin{aligned}144V^{2}=\;\;&l_{1}^{2}l_{5}^{2}(l_{2}^{2}+l_{3}^{2}+l_{4}^{2}+l_{6}^{2}-l_{1}^{2}-l_{5}^{2})\\+&l_{2}^{2}l_{6}^{2}(l_{1}^{2}+l_{3}^{2}+l_{4}^{2}+l_{5}^{2}-l_{2}^{2}-l_{6}^{2})\\+&l_{3}^{2}l_{4}^{2}(l_{1}^{2}+l_{2}^{2}+l_{5}^{2}+l_{6}^{2}-l_{3}^{2}-l_{4}^{2})\\-&l_{1}^{2}l_{2}^{2}l_{4}^{2}-l_{2}^{2}l_{3}^{2}l_{5}^{2}-l_{1}^{2}l_{3}^{2}l_{6}^{2}-l_{4}^{2}l_{5}^{2}l_{6}^{2}\end{aligned}}}.

- Формула Герона — Тартальи может быть выписана для тетраэдра в явном виде: если {\displaystyle U}, {\displaystyle V}, {\displaystyle W}, {\displaystyle u}, {\displaystyle v}, {\displaystyle w} являются длинами рёбер тетраэдра (первые три из них образуют треугольник; и, например, ребро {\displaystyle u} противоположно ребру {\displaystyle U} и так далее), тогда справедливы формулы[6][7]:
{\displaystyle {\text{V}}={\frac {\sqrt {\,(-a+b+c+d)\,(a-b+c+d)\,(a+b-c+d)\,(a+b+c-d)}}{192\,u\,v\,w}}}

где:
{\displaystyle {\begin{aligned}a&={\sqrt {xYZ}}\\b&={\sqrt {yZX}}\\c&={\sqrt {zXY}}\\d&={\sqrt {xyz}}\\X&=(w-U+v)\,(U+v+w)\\x&=(U-v+w)\,(v-w+U)\\Y&=(u-V+w)\,(V+w+u)\\y&=(V-w+u)\,(w-u+V)\\Z&=(v-W+u)\,(W+u+v)\\z&=(W-u+v)\,(u-v+W)\end{aligned}}}.
- По теореме Люилье площадь сферического треугольника выражается через его стороны {\displaystyle \theta _{a}={\frac {a}{R}},\theta _{b}={\frac {b}{R}},\theta _{c}={\frac {c}{R}}} как:
{\displaystyle S=4R^{2}\,\operatorname {arctg} {\sqrt {\operatorname {tg} \left({\frac {\theta _{s}}{2}}\right)\operatorname {tg} \left({\frac {\theta _{s}-\theta _{a}}{2}}\right)\operatorname {tg} \left({\frac {\theta _{s}-\theta _{b}}{2}}\right)\operatorname {tg} \left({\frac {\theta _{s}-\theta _{c}}{2}}\right)}}},

где {\displaystyle \theta _{s}={\frac {\theta _{a}+\theta _{b}+\theta _{c}}{2}}} — полупериметр.